# Christophe Soglo
Christophe Soglo (28 giugno 1909 – 7 ottobre 1983) è stato un politico beninese.
È stato Presidente del Dahomey (attuale Benin) dall'ottobre 1963 al gennaio 1964 e nuovamente dal dicembre 1965 al dicembre 1967, in entrambi i casi a seguito di un colpo di Stato militare.

## Biografia
Nato da una famiglia della nobiltà fon, nel 1931 Soglo si arruolò volontariamente nell'esercito francese. Combatte durante la seconda guerra mondiale prestando servizio in Marocco e partecipando agli sbarchi degli Alleati in Corsica, all'Elba e nel sud della Francia. Promosso al grado di tenente, alla fine della guerra fu nominato ufficiale di stato maggiore dell'esercito coloniale francese. Nel 1947 fu assegnato al Ministero francese dell'Oltremare come consigliere militare. Ottenuto il grado di capitano il 1º gennaio 1950, fu inviato nell'Indocina francese e combatté nella Prima guerra d'Indocina. Per il servizio prestato durante la guerra fu insignito della Croix de Guerre nel 1956. In quel periodo conobbe una donna franco-vietnamita che poi sposò. Dopo la sconfitta della Francia in Indocina gli fu conferito il grado di maggiore e fu assegnato al Senegal, dove rimase fino al 1960. Dopo che il Dahomey raggiunse l'indipendenza nel 1960, Soglo ottenne il grado di colonnello dell'esercito e divenne capo di stato maggiore sotto il presidente Hubert Maga.
Il 28 ottobre 1963 Soglo, che precedentemente aveva giurato fedeltà a maga, prese il controllo del Paese con un colpo di stato per evitare una guerra civile. Dopo aver sciolto l'assemblea nazionale, istituì un governo provvisorio con lui stesso come presidente. Abbandonò il potere nel gennaio 1964 e permise all'ex premier Sourou-Migan Apithy di diventare presidente. Ben presto Apithy e gli altri leader politici iniziarono a litigare tra di loro. Dopo aver ripetutamente incoraggiato le varie forze politiche ad accettare il dialogo, Soglo rovesciò nuovamente il governo nel novembre 1965 e rimase in carica come Presidente de facto del Dahomey sotto un governo militare fino al dicembre 1967, quando un gruppo di giovani ufficiali dell'esercito lo rovesciò. Soglo si ritirò quindi dalla politica.